# Амазонски бамбусов пацов
Амазонски бамбусов пацов (лат. Dactylomys dactylinus) је врста глодара (Rodentia) из породице Echimyidae. 

## Распрострањење
Ареал врсте је ограничен на мањи број држава. Врста има станиште у Бразилу, Колумбији, Перуу, Еквадору и Боливији.

## Станиште
Станишта врсте су шуме и бамбусове шуме.

## Угроженост
Ова врста је наведена као последња брига, јер има широко распрострањење и честа је врста.